# Ernesto Razzino
Ernesto Razzino (Münsterlingen, 16 giugno 1961) è un ex lottatore italiano.

## Biografia
Nato nel 1961 a Münsterlingen, in Svizzera, da genitori campani, ma cresciuto a Rovereto, in Trentino, gareggiava nella lotta greco-romana, nei pesi medi (82 kg). Ha iniziato a praticare la lotta nel 1974, a 13 anni, dopo aver giocato a calcio da bambino.
A 23 anni ha partecipato ai Giochi olimpici di Los Angeles 1984, negli 82 kg, perdendo ai punti 2º e 3º turno, rispettivamente contro il greco Demetrios Thanopoulos, poi argento, e il finlandese Jarmo Övermark, dopo aver avuto un bye al 1º turno.
Nel 1987 ha conquistato la medaglia d'oro ai Giochi del Mediterraneo di Laodicea, nella lotta greco-romana 82 kg, battendo il turco Mustafa Suzan.
L'anno successivo, a 27 anni, ha preso parte di nuovo alle Olimpiadi, quelle di Seul 1988, sempre negli 82 kg, perdendo 1º e 2º turno, rispettivamente ai punti contro il polacco Bogdan Daras e per passività con il sovietico Michail Mamiašvili, poi oro. 
A 31 anni ha combattuto ai suoi terzi Giochi, Barcellona 1992, di nuovo negli 82 kg, perdendo ai punti 1º e 3º turno, contro il polacco Piotr Stępień, poi argento, e Daulet Turlykhanov della Squadra unificata, poi bronzo, vincendo invece il 2º, per caduta con il venezuelano Luis Rondon.
In carriera ha preso parte anche a 3 Mondiali (miglior piazzamento il 4º posto di Varna 1991) e 4 Europei (miglior piazzamento i sesti posti di Pireo 1986 e Tampere 1987). Nel 1981, inoltre, è stato campione mondiale juniores nella lotta greco-romana 82 kg.
Ha chiuso la carriera nel 1995, a 34 anni.

## Palmarès

### Giochi del Mediterraneo
- 1 medaglia:
  - 1 oro (Lotta greco-romana 82 kg a Laodicea 1987)